# Kleine Nete
El Kleine Nete (= Nete menor) és un dels dos rius font del Nete a Bèlgica. Naix al sud del municipi de Retie de la confluència del Witte Nete amb el Looiendse Nete. A la ciutat de Lier s'uneix amb el Grote Nete (Nete major) per formar el Nete, un afluent del Rupel de la conca de l'Escalda. Té una llargada d'uns 44 quilòmetres. Via l'Escalda, dues vegades per dia el seu curs inferior és encara sotmés als moviments de la marea, però els canvis de cabal hidràulic són sobretot el resultat de les pluges.
Al segle xx es van alçar els dics i rectificar molts meandres. En privar el riu del seu llit d'hivern i les planes d'inundació, en lloc de minvar les aiguades, es van augmentar. Des de l'inici del segle XXI hi ha un projecte de renaturalització. Al lloc dit Abroek es va crear una zona humida d'uns 75 hectàrees. Inicialment s'havia proposat el doble, però va caldre una transacció amb els agricultors riberencs que no volien perdre tantes terres de conreu. La vall del Kleine Nete entre Kessel i Lier va ser llistat com patrimoni paisatgístic el 16 de desembre del 1993.

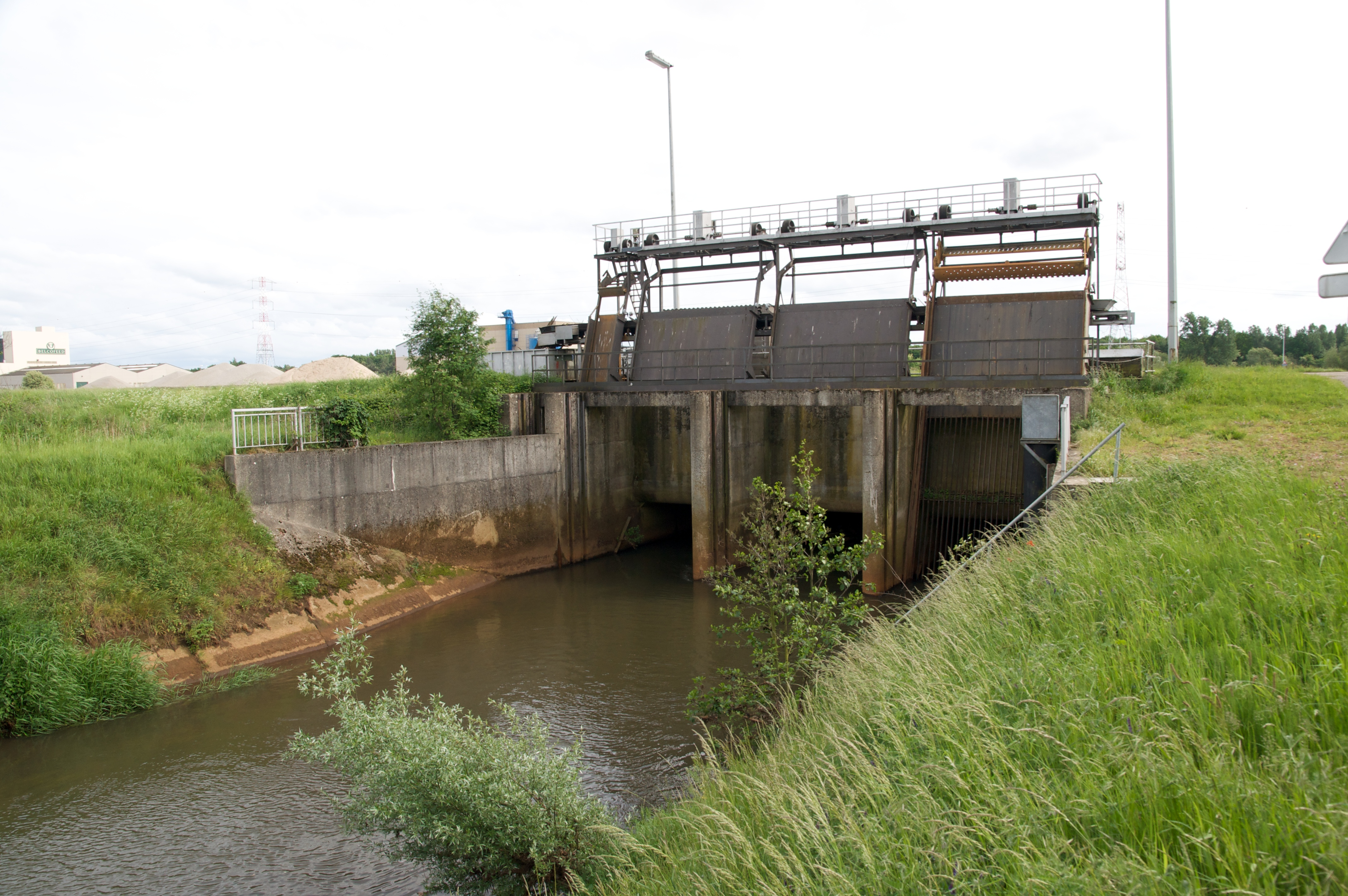
Sortida del sifó que fa passar el Kleine Nete sota el Canal Albert

Afluents
D'amunt cap avall
- Wamp
  - Rode Loop
- Aa
  - Grote Kaliebeek
  - Laakbeek
- Molenbeek
- Wolfsbeek